# مادرزن سلام (فیلم)
مادر زن سلام (فیلم) فیلمی به کارگردانی و نویسندگی خسرو ملکان ساختهٔ سال ۱۳۸۵ است.

## خلاصه داستان
دختر یک مرد سنتی، پس از ازدواج زندگی زناشویی ناموفقی دارد. پدرش که از این موضوع آگاه است تصمیم می‌گیرد برای ازدواج دو دختر دیگرش شرایطی قائل شود. به همین منظور شرایط خود را به صورت یک بخش نامه بر روی کاغذ می‌آورد و از خواستگارها می‌خواهد طبق مفاد مندرج شده، پا پیش بگذارند!

## بازیگران
- فتحعلی اویسی
- مریم امیرجلالی
- محسن قاضی مرادی
- نفیسه روشن
- فرزانه کابلی
- کتایون اویسی
- سمیرا گودرزی
- مهدی عبادتی